# Каладан (планета)
Каладан (англ. Caladan) — вымышленная планета во вселенной Дюны, созданной американским писателем Фрэнком Гербертом, одна из ключевых планет Империи
Каладан — третья планета Дельты Павлина, родовая вотчинная планета Дома Атрейдесов, дом Пола Атрейдеса, также известного как Муад'Диб, в течение первых пятнадцати лет его жизни. 
Семья Атрейдесов управляет Каладаном 26 поколений, проживая в древнем Каладанском замке. Население Каладана лояльно Дому Атрейдесов.

## Описание
Поверхность зелено-голубой планеты преимущественно покрыта водой, планетарный климат определяется обильными осадками и сильными ветрами, но недостаточно мощными для того, чтобы требовалось управление погодой. Поверхность суши покрыта лесами, болотами, полями.
Каладан обладает мощными оборонительными вооружёнными силами с преобладанием морских сил и авиации. Элитные войска Атрейдесов по своей боевой доблести и отваге вполне могут составить конкуренцию сардаукарам Императора.

## Каладанский замок
Каладанский замок являлся официальной резиденцией для дома Атрейдесов в течение двадцати шести поколений. 

## Каладанские вина
На планете Каладан производилось несколько сортов вина, однако особенно высокое искусство виноделия не было отличительной чертой Каладана.
- Bornolla  — красное вино с крепкостью около шестнадцати процентов.
- Casyrack — сухое красное вино, густой консистенции. Срок хранения  — 50-70 лет.
- Delkai — белое вино, иногда имеет весьма необычные изумрудно-зеленые оттенки. Производится только из каладанских сортов винограда и каждая каладанская семья имеет её собственный рецепт, который хранит в строгом секрете. Имеет приятный сладкий вкус. Некоторые разновидности этого вина сходны с реально существующим шампанским.
- Suugee  — крепкое рисовое вино. Этот напиток был очень распространён среди крестьян, так как был довольно дешёвым, однако был в чести также и в кругах знатных каладанцев, особенно во время правления падишах-императора Пола Муад'Диба.

## Каладан в кино
Рассказывая о съёмках фильма Дюна, режиссёр фильма Дэвид Линч описал, как для каждой планеты была создана своя концепция строений. В частности, для создания образа «водной» планеты Каладан, создателями фильма было использовано существование больших лесов. В результате, замок Дома Атрейдесов был сделан из прочного дерева, с вырезанными на нём необычными узорами. Население планеты, организованное в соответствии с военными традициями, активно использовало оружие из дерева и металла (особенно — золота).
В новой экранизации Дени Вильнёва съёмки сцен Каладана проходили в Норвегии.